# Episodi de La Grande B! (prima stagione)
La prima stagione della serie animata La Grande B!, composta da 20 episodi (39 segmenti), è stata trasmessa negli Stati Uniti da Nickelodeon dal 26 aprile 2008 al 12 giugno 2009.
In Italia la stagione è stata trasmessa da novembre 2009 su Nickelodeon.
| nº  | Titolo originale                    | Titolo italiano                     | Prima TV USA | Prima TV Italia |
| --- | ----------------------------------- | ----------------------------------- | ------------ | --------------- |
| 1a  | So Happy Together                   | Felici insieme                      |              |                 |
| 1b  | Sweet Sixteenth                     | Per un paio di centimetri           |              |                 |
| 2a  | Bee My Baby                         | B come baby sitter                  |              |                 |
| 2b  | Bee Afraid                          | B-bosco al b-buio                   |              |                 |
| 3a  | Artificial Unintelligence           | Non-intelligenza artificiale        |              |                 |
| 3b  | We Got the Bee                      | La b-band                           |              |                 |
| 4a  | Li'l Orphan Happy                   | Happy piccolo orfano                |              |                 |
| 4b  | Body Rockers                        | Esplorando il corpo umano           |              |                 |
| 5a  | Bat Mitzvah Crashers                | Pazze per il Bat-Mitzvah            |              |                 |
| 5b  | Super Secret Weakness               | Il punto debole                     |              |                 |
| 6a  | An I See Bee                        | Preveggenza                         |              |                 |
| 6b  | Woodward and Beesting               | B! investigatrice                   |              |                 |
| 7a  | Doppelfinger                        |                                     |              |                 |
| 7b  | Little Womyn                        |                                     |              |                 |
| 8a  | The Apprentice                      | L'apprendista                       |              |                 |
| 8b  | Benedict Arnold                     | Happy traditore                     |              |                 |
| 9a  | Boston Beean                        | La B di Boston                      |              |                 |
| 9b  | Penny Hearts Joey                   | Penny ama Joey                      |              |                 |
| 10a | Ten Little Honeybees                |                                     |              |                 |
| 10b | Toot Toot                           |                                     |              |                 |
| 11a | Night Howl                          |                                     |              |                 |
| 11b | Hat Trick                           |                                     |              |                 |
| 12a | Apoxalypse Now                      |                                     |              |                 |
| 12b | Hive Jacked                         |                                     |              |                 |
| 13a | Something's Wrong With This Taffy   | Qualcosa non va in questa caramella |              |                 |
| 13b | Name Shame                          | Il secondo nome                     |              |                 |
| 14a | Bee Patients                        |                                     |              |                 |
| 14b | To Bee or Not to Bee                |                                     |              |                 |
| 15a | Eye of the Honeybee                 |                                     |              |                 |
| 15b | Thanksgiving Beenactment            |                                     |              |                 |
| 16a | Blindsided                          |                                     |              |                 |
| 16b | Hen and Bappy                       |                                     |              |                 |
| 17a | Ben Appetit                         | Ben Appetit                         |              |                 |
| 17b | Dang It Feels Good to Be a Gamester | B-athlon e videogame                |              |                 |
| 18a | Portrait of a Happy                 |                                     |              |                 |
| 18b | O Say Can Bess See?                 |                                     |              |                 |
| 19a | Macro Mayhem                        | Il mondo in macramè                 |              |                 |
| 19b | Ben Screams for Ice Cream           | Ben vuole il gelato                 |              |                 |
| 20  | Dragonflies                         | Le Dragonfly                        |              |                 |